# Volo XL Airways Germany 888T
Il volo XL Airways Germany 888T fu un volo di test, operato da XL Airways per conto di Air New Zealand che, il 27 novembre 2008,  si schiantò nel Mar Mediterraneo, a 7 km al largo di Canet-en-Roussillon, sulla costa francese, vicino al confine spagnolo, uccidendo tutte e 7 le persone a bordo.

## Antefatto

### Obiettivo del volo di prova
L'aereo operava un volo di test (o "volo di accettazione") dall'aeroporto di Perpignan-Rivesaltes. Dopo aver sorvolato Gaillac stava tornando all'aeroporto di Perpignan avvicinandosi sul mare. Il volo era avvenuto dopo una leggera manutenzione e riverniciatura con la livrea Air New Zealand in preparazione al suo trasferimento da XL Airways Germany, che aveva noleggiato l'aereo da Air New Zealand, il proprietario.

### L'aereo
Il velivolo era un Airbus A320-232 registrato D-AXLA, costruito nel 2005 con il numero di serie del produttore 2500. Volò per la prima volta il 30 giugno 2005 e venne consegnato alla controllata a basso costo di Air New Zealand, Freedom Air, con la registrazione ZK-OJL. Venne poi venduto a XL Airways poco dopo. Prima dell'incidente venne riacquistato da Air New Zealand e pochi giorni prima della sciagura venne ridipinto con la livrea della compagnia neozelandese. Avrebbe poi dovuto cambiare numero di registrazione da D-AXLA in ZK-OJL.

### Passeggeri ed equipaggio
A bordo c'erano sette persone, due tedeschi (il comandante e il primo ufficiale della XL Airways) e cinque neozelandesi (un pilota, tre ingegneri aeronautici e un membro dell'Autorità per l'aviazione civile della Nuova Zelanda (CAA)).
Il comandante era il 51enne Norbert Käppel, impiegato nella compagnia aerea dal febbraio 2006. Era il responsabile delle operazioni di volo e di terra della compagnia aerea, avendo precedentemente ricoperto questa posizione presso Aero Lloyd. Käppel aveva accumulato un totale di 12 709 ore di volo, di cui 7 038 ore sull'Airbus A320.
Il primo ufficiale era Theodor Ketzer, 58 anni, che era con la compagnia aerea dall'aprile 2006 come primo ufficiale dell'A320. Aveva tentato di passare al grado di comandante nel 2007, ma aveva abbandonato il programma per "motivi personali". Ketzer aveva 11 660 ore di volo, di cui 5 529 sull'Airbus A320.
Il pilota neozelandese era Brian Horrell, 52 anni; lavorava per Air New Zealand dal settembre 1986. Era comandante di Airbus A320 dal 27 settembre 2004 e aveva 15 211 ore di volo, comprese 2 078 sull'Airbus A320. Horrell era seduto sul sedile rialzato della cabina di pilotaggio al momento dell'incidente. Non parlava né capiva il tedesco.
I tre ingegneri aeronautici erano Murray White, 37 anni, Michael Gyles, 49 anni, e Noel Marsh, 35 anni. Il membro della CAA era Jeremy Cook, 58 anni.

## L'incidente
L'aereo partì da Perpignano alle 14:44 per un volo di test. A bordo c'erano i due piloti e 5 membri della Civil Aviation Authority of New Zealand (l'autorità per la sicurezza aerea neozelandese). Il volo serviva per dimostrare la sicurezza dell'aereo per poi autorizzarlo all'aviazione civile.
Dopo aver concluso i test, i piloti iniziarono la procedura di avvicinamento. Poco dopo, l'aereo iniziò ad impennarsi ed entrò in uno stallo aerodinamico, inabissandosi poi nel Mar Mediterraneo. Tutte le 7 persone a bordo morirono nell'incidente.
Due corpi vennero recuperati poche ore dopo l'incidente; gli altri furono ritrovati nelle settimane successive. L'entità della frantumazione del relitto indicava che lo schianto era avvenuto ad alta velocità. L'area dell'incidente era stata dichiarata scena del crimine e il sistema giudiziario francese aprì un'indagine per omicidio colposo.

## Le indagini
Il registratore vocale della cabina di pilotaggio (CVR) venne rapidamente trovato e recuperato e il 30 novembre i subacquei recuperarono anche il secondo registratore di volo, il registratore dei dati di volo (FDR), e un terzo corpo, all'epoca non identificato. Sebbene il CVR fosse danneggiato, gli esperti affermarono che esisteva una buona probabilità di recuperarne i dati.
Alla fine di dicembre, gli investigatori francesi tentarono di recuperare dati dal CVR e dal FDR, ma fu possibile leggerli. I dati utilizzabili dai registratori furono successivamente recuperati dalla Honeywell Aerospace negli Stati Uniti.
L'interesse degli investigatori si concentrò sull'unità di riferimento inerziale dei dati aerei (ADIRU) a seguito di recenti incidenti simili che avevano coinvolto gli Airbus A330 operati da Qantas, che avevano effettuato manovre improvvise e senza comando (incluso il Volo Qantas 72). L'indagine venne condotta dall'Ufficio di inchiesta e analisi per la sicurezza dell'aviazione civile (BEA), con la partecipazione dei suoi omologhi dell'Ufficio federale tedesco per le indagini sugli incidenti aerei (BFU), della Commissione investigativa sugli incidenti dei trasporti della Nuova Zelanda (TAIC) e il National Transportation Safety Board (NTSB) degli Stati Uniti. Specialisti di Airbus e di International Aero Engines (IAE, il produttore dei motori dell'aereo), di XL Airways Germany (operatore dell'aereo) e di Air New Zealand (proprietario dell'aereo), vennero associati al lavoro del indagine tecnica.
L'analisi dei dati portò ad una constatazione provvisoria che l'equipaggio aveva perso il controllo dell'aereo. All'equipaggio non era stato concesso lo spazio aereo necessario per compilare la lista di controllo di accettazione delle varie procedure di test, ma aveva scelto di condurre una serie di prove mentre tornava alla base. Uno di quelli che i piloti avevano inserito ufficiosamente nel loro volo era un test di volo a bassa velocità che avevano tentato dopo essere già scesi a bassa quota (invece dei normali 10 000 piedi (3 000 m)), mentre scendevano a 3 000 piedi (910 m) con il pilota automatico impostato per una riattaccata. Il carrello di atterraggio era appena stato esteso quando alle 15:44:30 UTC la velocità era scesa da 136 nodi (252 km/h) a 99 nodi (183 km/h) in 35 secondi. L'avviso di stallo risuonò quattro volte durante le manovre violente per riprendere il controllo. Alle 15:46:00, l'allarme si era silenziato mentre l'aereo riprendeva velocità in una rapida discesa, ma 6 secondi dopo, a 263 nodi (487 km/h), l'aereo aveva solo 340 piedi (100 m) di elevazione ed era inclinato di 14° con il muso in giù. Un secondo dopo, l'aereo si schiantò in acqua.
Il rapporto finale sull'incidente venne pubblicato dalla BEA nel settembre 2010. In esso è riportato che l'incidente era causato da vari fattori: il principale fu la procedura di lavaggio ad alta pressione dell'aeromobile dopo la verniciatura per cambio di livrea. La mancata protezione dei sensori dell'angolo di attacco (AOA), richiesta dai manuali di manutenzione prima di tale operazione, aveva permesso all'acqua di penetrare nei meccanismi di 2 di essi su 3. Durante la prima parte del volo di prova, a causa delle bassissime temperature (-50 °C) ad alta quota, l'acqua si era congelata all'interno dei sensori (progettati per indicare ai piloti e ai computer di navigazione e controllo l'angolo di inclinazione dell'aereo), impedendo la corretta segnalazione di stallo ai computer di bordo durante una manovra a bassa velocità eseguita dall'equipaggio di volo. 
I computer dell'aereo ricevevano infatti informazioni contrastanti dai tre sensori AOA. La logica di programmazione del sistema informatico dell'aeromobile era stata progettata per rifiutare il valore di un sensore se si discostava significativamente dai valori degli altri due sensori. In questo caso specifico, questa logica di programmazione aveva portato al rifiuto del valore corretto dell'unico sensore AOA operativo e all'accettazione dei due valori coerenti, ma errati, dei due sensori non operativi. Ciò aveva fatto sì che le funzioni di protezione dallo stallo del sistema rispondessero in modo errato allo stallo, peggiorando la situazione invece di migliorarla. Inoltre, i piloti non erano riusciti a riprendersi da uno stallo aerodinamico in una modalità manuale in cui lo stabilizzatore doveva essere impostato in posizione alta per trimmare l'aereo. Poiché la barra di comando era stata portata solo in avanti, l'aereo non si era autotrimmato perché era passato alla modalità manuale completa. Pochi secondi dopo, l'aereo si era schiantato in mare. 
A ciò si aggiunsero alcuni errori dei piloti che, ignari del malfunzionamento dei due sensori, improvvisarono un test del sistema di allarme degli AOA, eseguendo gli stessi a velocità inadeguata e, una volta in stallo, non furono in grado di recuperare lo stallo in modalità manuale. 
Al termine delle indagini furono emesse cinque raccomandazioni di sicurezza.

## Nella cultura di massa
L'incidente fu analizzato dal programma tv canadese "Indagini ad alta quota" nell'ottavo episodio della tredicesima stagione intitolato "Test mortale".